# Якопо Сансовіно
Сансовіно Якопо (італ. Jacopo Sansovino; 2 липня 1486, Флоренція — 27 листопада 1570, Венеція) — італійський художник і архітектор, центральна фігура ренесансної архітектури Венеції.

## Біографія

### Флоренція та Рим (1486—1527)
Татті, Якопо д'Антоніо, названий в народі Сансовіно, народився у Флоренції в 1486 році. З дитячих років Якопо, як завжди, почали навчати грамоти, в чому він з перших же кроків став проявляти жвавість розуму і швидкість міркування, і не пройшло багато часу, як він самостійно став займатися малюванням. Хлопчик немов бажав цим показати, що сама природа значно більше розташовувала його до цього роду діяльності, чим до словесності. Бачивши це, його мати Франческа, на яку він був дуже схожий, влаштувала йому потайки уроки малювання. Вона леліяла думку про те, що син її зробиться скульптором, якому, мабуть, призначено змагатися із славою зовсім юних ще Мікеланджело Буонарроті та Франческо Рустичі.
Тим часом через деякий час хлопчика спрямований у торгову справу. А оскільки це подобалося йому ще значно менше, ніж словесність, він словом і справою добився у свого батька Антоніо дозволу вільно займатися тим, до чого примушувала його сама природа.
У 1502 році у Флоренцію прибув Андреа Сансовіно, що прославився в Італії і в Іспанії як видатний скульптор і архітектор. До нього-то і спрямували хлопця для навчання скульптурі. Звідси і нове ім'я Якопо — Сансовіно.
Здобувши широку популярність в середовищі флорентійських художників, Якопо був запрошений до Риму Джуліано да Сангалло, архітектором папи Юлія II. Разом з ним він в 1505–1506 роках вперше вирушив до стародавнього міста. Тут Сансовіно вивчав пам'ятники старовини, реставрував античну скульптуру. Браманте, відзначивши талант Якопо, узяв його під своє заступництво. Браманте, якому хотілося, щоб папа Юлій II дізнався про Сансовіно, розпорядився замовити Якопо реставрацію деяких античних скульптур. Узявшись за цю справу, Сансовіно проявив в їх відновленні таку легкість і таке уміння, що і папа вирішив — краще зробити просто неможливо. Ця похвала настільки підхльоснула Сансовіно, що він переробився, намагаючись перевершити самого себе. До того ж в нього було слабке здоров'я. Врешті-решт, Якопо розхворівся настільки, що йому довелося для врятування життя повернутися в 1511 році у Флоренцію.
У 1518 році Сансовіно повертається до Риму. Він виконує там крім скульптурних робіт перші архітектурні, зокрема проектування церкви Сан-Джованні де Фіорентіні. У 1521 році Сансовіно навідується у Флоренцію, а літо 1523 року проводить у Венеції.

### Венеція (1527—1570)
У 1527 році після захоплення Риму військами Карла V утік до Венеції, де був призначений керівником робіт в Соборі Святого Марка.
У 1529 році Сансовіно, призначений головним архітектором Республіки, здійснює службові поїздки по володіннях Венеції (заїжджає і у Флоренцію), живе в оточенні учнів і друзів, серед яких, — Тіціан і Аретіно.
Сансовіно побудував у Венеції ряд чудових споруд: Палаццо Корнер (1533), Палаццо-делла-Дзекка (монетний двір) і Стару бібліотеку св. Марка (будівництво обох будівель почалося в 1536), лоджетту (декоративну трьохпролітну аркаду) біля кампаніли на площі собору (1537) і ряд інших будівель. Зумів з'єднати Римсько-флорентійські, більш класичні і строгі, будівельні навички (наприклад, активно вживане ним рустування) з живописними традиціями місцевої готики, створивши твори, видатні як в містобудівному, так і в декоративно-пластичному відношенні. Так, масштабні пропорції Дзекки, а особливо Старої бібліотеки (зведеної напроти Палацу дожів) ефектно завершили ансамбль П'яцетти ді Сан-Марко в самому центрі міста, а лоджетта (біля підніжжя тутешньої кампаніли) з'явилася зразком багатого і в той же час гармонійного скульптурно-архітектурного синтезу, включивши численні рельєфи і статуї (теж роботи Сансовіно) з алегоріями політичних тріумфів республіки.
Він додав монументальний характер старому торговому центру Венеції в районі мосту Ріальто, побудувавши велику торгово-адміністративну будівлю, відому під назвою Фаббрікке Нуове. Але особливе значення для формування архітектурної зовнішності Венеції мали містобудівні роботи Сансовіно по забудові суспільного центру міста.
До П'яцца ді Сан-Марко з боку лагуни примикає невелика площа П'яццетта ді Сан-Марко (зазвичай її називають просто «П'яццетта»), багато разів оспівана письменниками і поетами, відображена на полотнах відомими художниками. Її обрамляють будівлі Палацу дожів і бібліотеки — самого відомого творіння Сансовіно. На честь її творця бібліотеку часто називають Лібрерія Сансовініана. Урівноважена і легка архітектура бібліотеки чудово поєднується з своєрідною монументальністю Палацу дожів. Обидві будівлі перекликаються один з одним аркадами, багатим скульптурним декором, нарядними ажурними карнизами, гармонійно оформляючи «парадний вхід» у місто.
У грудні 1545 року після катастрофи на будівництві бібліотеки, коли обрушилися зведення перекриттів, Сансовіно був звільнений з державної служби, але в 1547 році його реабілітували і відновили на посаді.
Поряд з бібліотекою, з боку набережної, підноситься побудований Сансовіно Монетний двір — Дзекка. На протилежній стороні каналу відбивається у воді ряд палаців. Серед них — палаццо Корнер, побудоване Сансовіно в тридцятих роках на місці того, що згорів, стародавнішої будівлі. У палаццо Корнер делла Ка-гранде Сансовіно робить крок вперед у використанні композиційних прийомів, що склалися в процесі розробки типу італійського ренесансного палацу, стосовно особливостей венеційського побуту. Разом з Санмікеле він знаходить вражаючу монументальну форму для зовнішнього вигляду палаццо, поєднуючи ордерні розчленовування, лоджії, руст і інші елементи з об'ємно-планувальною побудовою, типовою для житла багатого венеційця.

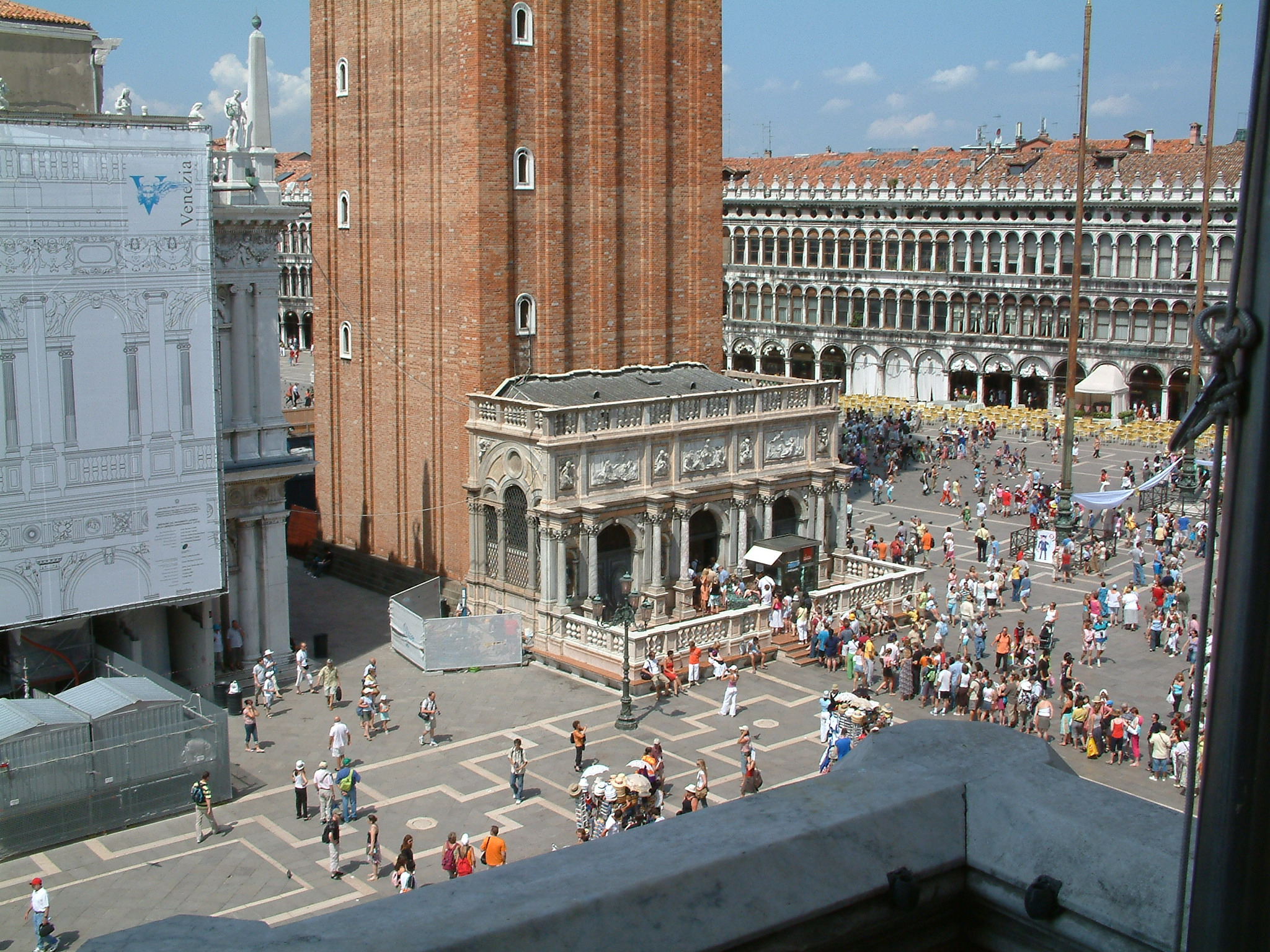
Лоджетта біля кампаніли Собору Святого Марка

Лоджетта у дзвіниці — одне з найкращих творінь Сансовіно. Вона прикрашена по фасаду трьома арками, витонченими колонами, статуями, рельєфами і балюстрадою. У спокійному ритмі форм і в строгих пропорціях Лоджетти звучить гармонія архітектури Високого Відродження. У обробці напрочуд красиво поєднуються різні відтінки мармуру рожеві колони, зеленуваті стіни, жовті, обрамлені білим ніші. У скульптурному фризі розташовані рельєфи, що зображають алегорії Венеції і островів Кіпру і Кандії. Бронзові статуї в нішах, роботи самого Сансовіно, представляють Мінерву, Аполлона, Меркурія і Мир, які втілюють мудрість, гармонію, властиві Венеційській Республіці, її прихильність до світу.
У Венеції майстер виконав і багато інших скульптурно-декоративних творів, зокрема бронзові двері сакрістії собору (1540-і роки), мармурову фігуру Іоанна Хрестителя в церкві Санта-Марія-Глоріоза-дей-Фрарі, бронзову статую лікаря Т. Рангоне над входом в збудовану Сансовіно церкву Сан-Джуліано (обидві — 1554), монументального Марса і Нептуна на Сходах гігантів Палацу дожів (1554–1556), надгробок дожа Ф. Вен'єра в церкві Сан-Сальвадоре (1556–1561; всі три — мармур).
У скульптурній творчості Сансовіно живописність світлотіньового моделювання органічно поєднується з витонченою експресією образного ладу («Вакх», мармур, 1518, Національний музей, Флоренція; 4 статуї на фасаді Лоджетти у Венеції, бронза, 1540-45; статуя медика Т. Рангоне на фасаді церкви Сан-Джуліано у Венеції, бронза, 1554).
А ось що писав про творіння майстра Вазарі:
|  | «Але найпрекрасніша, найбагатша і наймогутніша споруда Сансовіно — Монетний двір у Венеції, суцільно із заліза і каменя, оскільки в ньому немає ні шматка дерева для повної безпеки від вогню. А всередині він розділений настільки розумно і настільки зручно для обслуговування такої величезної кількості робочих, що ніде на світі немає монетного двору, що володіє розумнішим плануванням і більшою міцністю. Весь він побудований в дуже красивому рустованому ордері. Цей ордер, який до того що ще не застосовувався в цьому місті, викликав чимале здивування серед місцевих жителів. Також і в лагунах можна бачити побудовану ним церкву Санто-Спіріто — твір, повний краси та ніжності. У самій Венеції фасад церкви Сан-Джиміньяно додає всій площі особливий блиск, а Мерчерії — фасад церкви Сан-Джуліано. У церкві ж Сан-Сальвадор примітна багатюща гробниця дожа Франческо Вен'єро. Спорудив він також на мосту Ріальто через Гранд-канал нові склепінчасті ряди з таким розрахунком, що під ними майже щодня легко поміщається цілий ринок місцевих торговців і всяких інших людей, що з'їжджаються в це місто». |

У 1568 році майстер перестав займатися творчою практикою.
Сансовіно помер у Венеції в 1570 році. Тіло його з великими почестями було поховане в його власній капелі в церкві Сан-Джиміньяно.